# Whale (eiland)
Whale of Moutohora in het Maori is een eiland in de Bay of Plenty aan de Grote Oceaan. Het eiland is gelegen ten noordoosten van Noordereiland, het noordelijkste hoofdeiland van Nieuw-Zeeland. Het heeft een oppervlakte van 1,43 vierkante kilometer. Het eiland is wat overblijft van een geërodeerde complexe vulkaan. Er is nog steeds vulkanische activiteit op het eiland met onder meer hot springs in een van de valleien en twee van de baaien van het eiland.
Het eiland is rijk aan archeologische sites, zowel van Maori als van Europese oorsprong. In de 19e eeuw was er een centrum voor walvisvaart gevestigd op het eiland.